# Dresden (tỉnh)
Dresden là một tỉnh (Bezirk) của Cộng hòa Dân chủ Đức. Nơi đặt trụ sở và đô thị chính là Dresden.

## Lịch sử
Cùng với 13 tỉnh khác, tỉnh Dresden được thành lập vào ngày 25 tháng 7 năm 1952, thay thế các bang cũ của Đức. Sau ngày 3 tháng 10 năm 1990, tỉnh bị bãi bỏ trong giai đoạn tái thống nhất nước Đức, trở thành một phần của bang Sachsen.

## Địa lý

### Vị trí
Tỉnh Dresden, chủ yếu nằm trong vùng Direktionsbezirk Dresden và là vùng cực đông của CHDC Đức, giáp với các Bezirke Cottbus, Leipzig và Karl-Marx-Stadt. Tỉnh giáp với Tiệp Khắc và Ba Lan.

### Phân cấp
Bezirk được chia thành 17 kreise: 2 quận (Stadtkreise) và 15 huyện (Landkreise): 
- Quận: Dresden; Görlitz.
- Huyện: Bautzen; Bischofswerda; Dippoldiswalde; Dresden-Land; Freital; Görlitz; Großenhain; Kamenz; Löbau; Meißen; Niesky; Pirna; Riesa; Sebnitz; Zittau.